# Siniperca chuatsi
Siniperca chuatsi (Basilewsky, 1855) è un pesce osseo d'acqua dolce della famiglia Percichthyidae.
.

## Descrizione
Questa specie ha bocca grande (la mascella supera ampiamente l'occhio) con mandibola sporgente e corpo alto e compresso. Le mascelle sono armate fittamente di denti a forma di sega. L'opercolo branchiale ha due spine piatte ma acute per lato. Scaglie piccole. La pinna dorsale ha una parte anteriore con forti raggi spinosi e una parte posteriore a raggi molli di forma arrotondata. Anche la pinna anale e la pinna caudale sono arrotondate.
Il colore di fondo del corpo è brunastro o giallastro cosparso di macchie scure irregolari. Una stria scura parte dalla bocca e finisce sull'opercolo attraversando l'occhio, un'altra, mediana, parte dal muso e arriva alla pinna dorsale. 4 o 5 strisce scure orizzontali alla base della dorsale.
Misura fino a 70 cm di lunghezza per 8 kg di peso.

## Distribuzione e habitat
Endemica del bacino dell'Amur e della Cina. Vive nei fiumi e nei laghi in ambienti ricchi di nascondigli come pietre, radici e vegetazione acquatica. Preferisce acque chiare anche se stagionalmente torbide durante il periodo piovoso.

## Biologia
La longevità massima è di 9 anni. Cade in una sorta di letargo quando le temperature scendono sotto i 15 °C.

### Alimentazione
Si nutre esclusivamente di pesci, gamberetti e altri organismi in tutti gli stadi vitali. Cattura solo animali che si muovono mentre non attacca organismi fermi o morti. La preda preferita nell'ambiente naturale è il ciprinide Megalobrama amphylocephala. In situazioni di sovrappopolazione (specie negli allevamenti) può diventare cannibale. Caccia all'agguato nelle ore notturne mentre durante il giorno rimane nascosto.

### Riproduzione
Si riproduce in acqua corrente quando la temperatura raggiunge i 21 °C. La deposizione delle uova avviene di solito di notte. Le femmine si riproducono la prima volta a due anni, i maschi a un anno di età. La crescita è molto rapida.

## Pesca
Molto importante per la pesca e la piscicoltura in Asia orientale. Viene allevato in stagni e in gabbie. Il consumo, la pesca e l'allevamento di questa specie sono quasi esclusive della Cina, soprattutto della provincia del Guangdong. Questa specie è diventata importante economicamente a partire dagli anni novanta, precedentemente si registrava solo un limitato consumo da pesci catturati in natura. Modeste quantità sono prodotte anche in Corea del Nord, Corea del Sud, Giappone, Vietnam e Russia.